# Erica corydalis
Erica corydalis är en ljungväxtart som beskrevs av Richard Anthony Salisbury. Erica corydalis ingår i släktet klockljungssläktet, och familjen ljungväxter. Inga underarter finns listade i Catalogue of Life.